# Lithospermum pinetorum
Lithospermum pinetorum är en strävbladig växtart som först beskrevs av Ivan Murray Johnston, och fick sitt nu gällande namn av J.I.Cohen. Lithospermum pinetorum ingår i släktet stenfrön, och familjen strävbladiga växter. Inga underarter finns listade i Catalogue of Life.